# Keep Fishin'
"Keep Fishin'" és el segon senzill de l'àlbum Maladroit, del grup estatunidenc Weezer, i es va llançar a la venda el 2002.
El videoclip, dirigit per Marcos Siega, els components del grup són invitats en el programa televisiu The Muppet Show. El grup realitza una actuació en directe compartint escenari amb alguns dels ninots del programa mentre el bateria del grup (Patrick Wilson) és raptat per Miss Piggy. El videoclip fou inclòs en el DVD Weezer - Video Capture Device: Treasures from the Vault 1991-2002.
El guitarrista Brian Bell va fer de cantant en alguns concerts de l'any 2005.

## Llista de cançons
Promo CD només ràdio
1. "Keep Fishin'" (Versió ràdio)
2. "Keep Fishin'" (Versió àlbum)

CD Retail (Estats Units)
1. "Keep Fishin'" (Versió ràdio)
2. "Keep Fishin'" (Versió de Franklin Mint)

CD Retail #1 (Regne Unit)
1. "Keep Fishin'" (Versió ràdio)
2. "Photograph" (Directe)
3. "Death and Destruction" (Directe)

CD Retail #2 (Regne Unit)
1. "Keep Fishin'" (Versió ràdio)
2. "Slob" (Directe)
3. "Knock-Down Drag-Out" (Directe)
4. "Dope Nose" (Vídeo CD-Rom)

7" Retail (Vinil verd) (Regne Unit)
1. "Keep Fishin'" (Versió ràdio)
2. "Photograph" (Directe)